# 新地理
『新地理』（しんちり）とは、日本地理教育学会の機関誌。3月、6月、9月、12月の年4回発行される。

## 誌の構成
新地理投稿規程によると、誌の内容は以下の項目を中心に構成される。
- 論説
- 展望
- 研究ノート
- 授業実践報告
- 資料
- 書評
- 外国文献抄録